# Ягідне (Покровський район)
Ягідне — колишнє село в Україні, Покровському районі Дніпропетровської області. Знаходилося на правому березі річки Вовча, вище за течією на відстані в 2,5 км розташоване село Коломійці, нижче за течією на відстані в 2 км розташований смт Покровське, на протилежному березі — село Добропасове (Червоний Лиман). Ліквідоване у 1993 році.